# Chiloda
Chiloda (ook wel: Naroda) is een census town in het district Gandhinagar van de Indiase staat Gujarat. 

## Demografie
Volgens de Indiase volkstelling van 2001 wonen er 4457 mensen in Chiloda(Naroda), waarvan 55% mannelijk en 45% vrouwelijk is. De plaats heeft een alfabetiseringsgraad van 65%. 